# Le monde est gris, le monde est bleu
Albums de Éric Charden
Amour limite zéro La Chine
Le monde est gris, le monde est bleu est le troisième album d'Éric Charden, sorti en 1968.
Il s'agit d'une compilation de 12 titres.

## Liste des titres
1. Le monde est gris, le monde est bleu
2. L’homme à la guitare d’or
3. Viva Mona
4. Excuse-moi
5. Comme une femme
6. Si tu m'aimes
7. Sauve-moi
8. Elle est partie
9. Petite fille
10. Soudain en plein été
11. Jolie Dolly
12. Il y a mille façons de dire je t’aime